# Pietra del chilometro zero

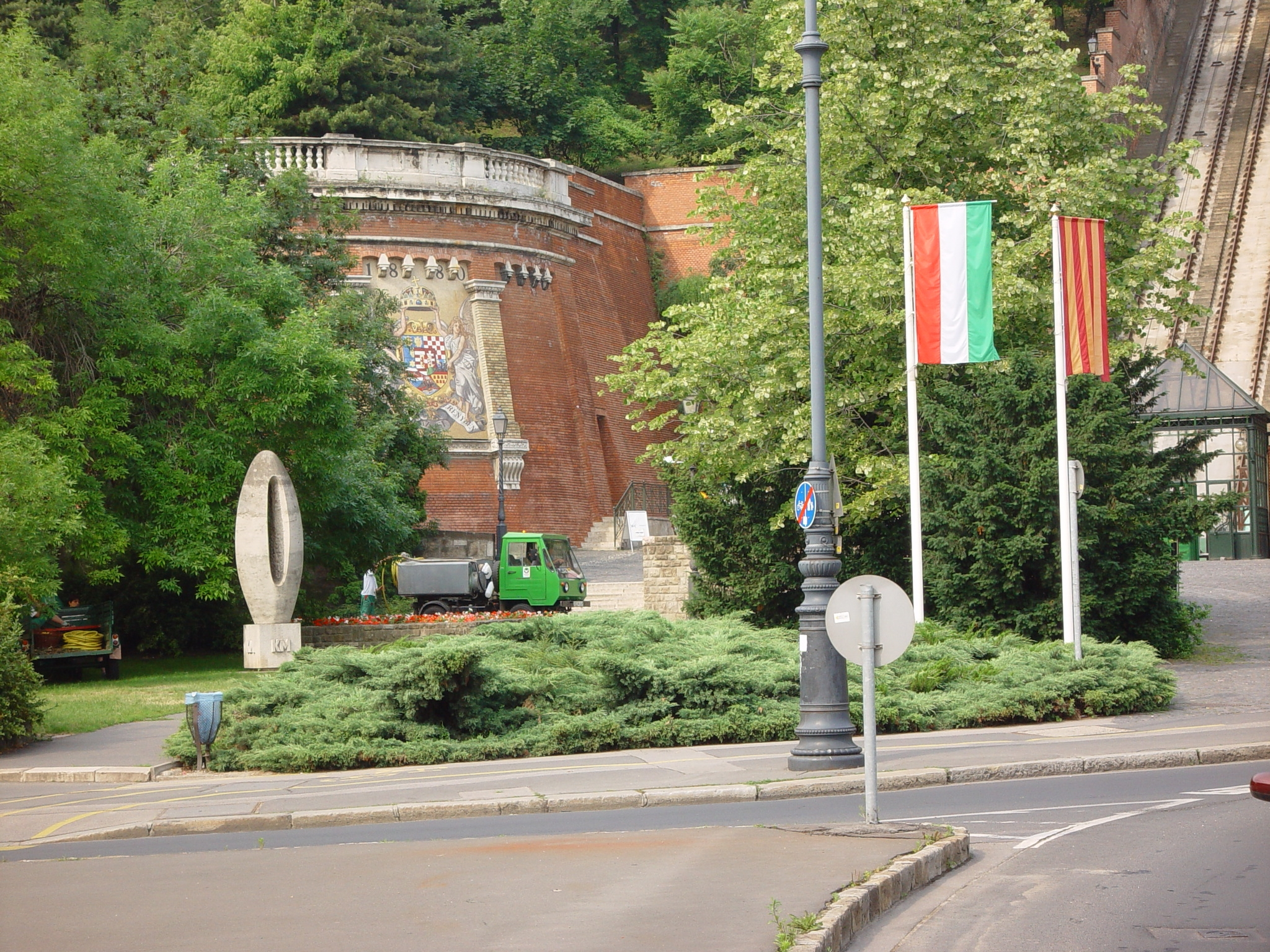
Posizione fisica della pietra del chilometro zero in Ungheria all'ingresso del tunnel vicino a Lánchíd, Budapest

La pietra del chilometro zero è una scultura calcarea alta 3 m e situata a Budapest, che forma un segno zero, con un'iscrizione sul suo piedistallo con "KM" per chilometri. Questa pietra segna il punto di riferimento da cui vengono misurate tutte le distanze stradali per Budapest nel Paese.
Il punto di riferimento era stato inizialmente situato sulla soglia del Palazzo Reale di Buda, ma fu spostato nella sua posizione attuale dal ponte delle catene di Széchenyi quando l'incrocio fu completato nel 1849. 
L'attuale scultura è opera di Miklós Borsos ed è stata eretta nel 1975. Il primo monumento ufficiale, una statua della Madonna di Eugene Kormendi era stato allestito in questo luogo nel 1932, ma fu distrutto nella seconda guerra mondiale. Una seconda scultura, raffigurante un lavoratore, fu posata nel 1953 per poi essere sostituita con quella attuale.

## Posizione
Si trova in un piccolo parco a Clark Ádám tér (piazza Adam Clark), al pilastro Buda del Ponte delle Catene, sotto il Castello di Buda.